# Lucenay-lès-Aix
Lucenay-lès-Aix là một xã của tỉnh Nièvre, thuộc vùng Bourgogne-Franche-Comté, miền trung nước Pháp.